# Cal Borres (Biosca)
Cal Borres és una casa del municipi de Biosca (Solsonès) que forma part de l'Inventari del Patrimoni Arquitectònic de Catalunya.

## Descripció
Es tracta d'un edifici de pedra ben escairada. Té planta poligonal irregular, amb tres façanes. La casa està construïda sobre la roca. Ha patit diverses remodelacions, actualment és un restaurant i s'ha remodelat recentment. On antigament hi havia el corral i el paller, ara hi ha una gran sala de ball i un restaurant. La part de l'habitatge, són les cuines i també hi ha celler. L'accés al restaurant ve donat pel pont que ens porta a l'església del poble. Hi ha un porxo abans de l'entrada principal. També hi ha un accés a sala de ball pel carrer. A les cuines s'hi accedeix per la plaça l'església també. Té diverses obertures (finestres, finestrals) que hi donen molta llum.

## Història
Cal Borres està dins el nucli històric de Biosca, al costat del que devia ser un dels portals d'entrada a la vila emmurallada a l'Edat Mitjana. L'estructura que presenta aquest edifici en tres plantes ben diferenciades ens permet datar-lo al segle xvii, ja que aquesta és pròpia del renaixement que va donar-se primer a les ciutats i posteriorment a l'àmbit rural. Es tracta d'una casa senyorial, si bé ara propietat d'una família pagesa; no trobem cap escut ni inscripció. Per les seves característiques i envergadura sembla que el propietari devia ser un pagès benestant: la casa està equipada amb un celler, un gran cup de vi, pica d'oli i dipòsit de gra.